# Norra Åkarps socken
Norra Åkarps socken i Skåne ingick i Västra Göinge härad, ingår sedan 1974 i Hässleholms kommun och motsvarar från 2016 Norra Åkarps distrikt.
Socknens areal är 56,32 kvadratkilometer varav 55,27 land. År 2000 fanns här 3 198 invånare. Tätorten Bjärnum med sockenkyrkan Norra Åkarps kyrka ligger i socknen.

## Administrativ historik
Socknen har medeltida ursprung. Före den 1 januari 1886 (ändring enligt beslut den 17 april 1885) var namnet Åkarps socken. En del av socknen, Hyllinge, tillhörde före 1889 Luggude härad i Malmöhus län och överfördes då till samma härad och län som övriga socknen.
Vid kommunreformen 1862 övergick socknens ansvar för de kyrkliga frågorna till Åkarps församling och för de borgerliga frågorna bildades Åkarps landskommun. Landskommunen uppgick 1952 i Bjärnums landskommun som 1974 uppgick i Hässleholms kommun.
1 januari 2016 inrättades distriktet Norra Åkarp, med samma omfattning som församlingen hade 1999/2000.  
Socknen har tillhört län, fögderier, tingslag och domsagor enligt vad som beskrivs i artikeln Västra Göinge härad. De indelta soldaterna tillhörde Norra skånska infanteriregementet, Västra Göinge kompani och Skånska husarregementet, Liv skvadronen, Livkompaniet.

## Geografi
Norra Åkarps socken ligger norr om Hässleholm. Socknen är en kuperad skogsbygd med höjder som i Hörjaåsen i väster når 149 meter över havet.

## Fornlämningar
Från stenåldern finns boplatser. Från bronsåldern finns gravrösen. Från järnåldern finns resta stenar.

## Namnet
Namnet skrevs 1499 Agerop och kommer från kyrkbyn. Namnet innehåller mansnamnet Åke och torp, 'nybygge'..